# Ideeënroman
Een ideeënroman, oorspronkelijk in het Frans roman à thèse, is in de letterkunde een roman waarvan het verhaal ondergeschikt is aan de idee of ideeën. Een ideeënroman geeft in de eerste plaats uiting aan een visie over de mens en de maatschappij.

## Voorbeelden
Voorbeelden van invloedrijke ideeënromans zijn:
- 1759: Candide (zelfde titel in de oorspronkelijke taal, het Frans), literair-filosofische vertelling van Voltaire. Een satire op de optimistische levensvisie van de Duitse filosoof Leibniz.
- 1859: Max Havelaar, roman van Eduard Douwes Dekker ("Multatuli"). Betoog tegen misstanden en uitbuiting als gevolg van het regeringssysteem in Nederlands-Indië.
- 1866: Misdaad en straf (ook: Schuld en boete; Russisch: Преступление и наказание), roman van Fjodor Dostojevski. Vroege studie in psychopathologie.
- 1924: De Toverberg (Duits: Der Zauberberg), roman van Thomas Mann. Bespiegelingen over het leven en een zoektocht naar inzichten, door personages die verschillende wereldbeelden vertegenwoordigen, zoals humanisme en conservatisme.
- 1943: De eeuwige bron (Engels: The Fountainhead), roman van Ayn Rand. Een pleidooi voor het individualisme en de onafhankelijkheid van de scheppende mens, die gehinderd wordt door conservatisme en collectivisme. Ook wel de "bijbel van het libertarisme" genoemd.
- 1947: De Pest (Frans: La Peste), roman van Albert Camus. Een verkenning hoe de mens zich verhoud tot het existentiële kwaad, in het bijzonder het nazisme.
- 1974: Zen en de kunst van het motoronderhoud (Engels: Zen and the Art of Motorcycle Maintenance), roman van Robert M. Pirsig. Een zoektocht naar waarden zoals die in de moderne westerse wereld en in de traditionele oosterse filosofie bestaan.

Ook de romans van Eduard Douwes Dekker en Michel Houellebecq kunnen gezien worden als ideeënromans.